# На короткій хвилі
«На короткій хвилі» — радянський художній фільм 1977 року, знятий режисером Михайло Бєліков на Кіностудії ім. О. Довженка.

## Сюжет
За мотивами повісті Гарія Немченка «Кінець першої серії». Картина розповідає про вихованця дитячого будинку, який добре засвоїв моральні норми, прищеплені вихователями. Микола Громов ненавидить халтурників та хапуг, чесно ставиться до своїх обов'язків та праці, і такого ж відношення вимагає від інших. Дізнавшись, що виконроб — злодій, Микола шукає спосіб закликати його до відповіді.

## У ролях
- Анатолій Рудаков — Микола Громов
- Наталія Лебле — Рита
- Юрій Мажуга — Шидловський
- Людмила Лобза — Нюрка
- Лідія Чащина — Галя
- Володя Пустовіт — Зубр, хлопчик 13 років
- Ю. Роженков — Гринько
- Валентина Соловйова — Антоніна
- Оксана Шатько — Зінка
- Маргарита Криницина — комендантка
- Тетяна Митрушина — епізод
- Василь Фущич — епізод
- В'ячеслав Землянний — епізод
- Валентин Голубенко — епізод
- Ірина Терещенко — епізод
- Євген Колчинський — епізод
- Ірина Кихтьова — епізод
- Борис Черкасов — епізод

## Знімальна група
- Режисер — Михайло Бєліков
- Сценарист — Вікторія Токарєва
- Оператор — Ігор Бєляков
- Композитор — Борис Хмельницький
- Художник — Едуард Шейкін